# 福岡県道604号芥屋大門公園線
福岡県道604号芥屋大門公園線（ふくおかけんどう604ごう けやおおとこうえんせん）は、福岡県糸島市を通る一般県道である。

## 概要
糸島市志摩芥屋の福岡県道54号福岡志摩前原線交点から芥屋漁港付近に至る。

### 路線データ
- 起点：福岡県糸島市志摩芥屋（福岡県道54号福岡志摩前原線交点）
- 終点：福岡県糸島市志摩芥屋

## 地理

### 通過する自治体
- 糸島市

### 交差する道路
| 福岡県道54号福岡志摩前原線 | 志摩芥屋 | 起点 |

### 沿線
- 芥屋の大門公園
- 芥屋漁港